# Unità cronostratigrafica
| m cUnità in stratigrafia e geocronologia |                 |                                             |
| Cronostratigrafiche                      | Geocronologiche | Intervallo temporale (Ma = milioni di anni) |
| Eonotema                                 | Eone            | mezzo miliardo di anni                      |
| Eratema                                  | Era             | molte centinaia di Ma                       |
| Sistema                                  | Periodo         | da 22 a 80 Ma                               |
| Serie                                    | Epoca           | decine di Ma                                |
| Piano                                    | Età             | da 2 a 10 Ma                                |
| Cronozona                                | Chron           | non usate nella scala ICS                   |

Una unità cronostratigrafica è un insieme di rocce che si sono formate in un determinato periodo di tempo (unità geocronologica). Da notare che l'unità cronostratigrafica è un oggetto materiale (le rocce), mentre l'unità geocronologica è un'entità immateriale (un intervallo di tempo), per meglio comprendere la differenze fra i due tipi di unità e la stretta relazione esistente fra queste vale l'analogia con la clessidra: l'unità cronostratigrafica è la sabbia che scorre accumulandosi nell'ampolla inferiore, nel tempo dato dall'unità geocronologica.
Le unità cronostratigrafiche sono categorizzate in modo gerarchico e ad ognuna di esse corrisponde un'unità geocronologica.
L'unità cronostratigrafica di base (dalla quale si parte per definire tutte le altre) è il Piano.
Le unità cronostratigrafiche vengono definite allo scopo di associare la stratigrafia di una zona al tempo geologico in cui essa si è formata, in maniera da ricostruire una Scala Cronostratigrafica Standard da utilizzare a livello globale per le correlazioni tra rocce di località diverse.
Altre importanti suddivisioni stratigrafiche sono le unità litostratigrafiche, le unità biostratigrafiche e le unità magnetostratigrafiche.
Più in generale si parla di "formazioni o unità stratigrafiche" (o anche unità rocciose o geologiche) quando si vuole indicare in maniera generale un complesso di rocce e di terreni distinti lateralmente e verticalmente dagli adiacenti per una o più caratteristiche di ordine geologico o paleontologico. In questo caso, rispetto alle unità cronostratigrafiche, interessa più la formazione geologica in sé rispetto al periodo di tempo in cui essa si è formata.